# Eupithecia fusei
Eupithecia fusei är en fjärilsart som beskrevs av Inoue 1980. Eupithecia fusei ingår i släktet Eupithecia och familjen mätare. Inga underarter finns listade i Catalogue of Life.